# 한봉수 의병장 송공비
한봉수 의병장 송공비는 충청북도 청주시 상당구에 있다. 2015년 4월 17일 청주시의 향토유적 제46호로 지정되었다.

## 개요
군대해산 이후 의병으로 봉기하여 충청, 전라, 경상도에서 일본군과 수많은  전투를 벌인 충북의 대표적임 의병장의 공적을 기록한 비석이다.